# باول كاربيري
باول كاربيري (بالإنجليزية: Paul Carberry)‏ هو فارس أيرلندي، ولد في 9 فبراير 1974.